# Groupe de NGC 5791
Le groupe de NGC 5791 comprend au moins cinq galaxies, et probablement une sixième, situées dans la constellation de la Balance. La distance moyenne entre ce groupe et la Voie lactée est d'environ 51,5 Mpc (∼168 millions d'al). 

## Membres
Le tableau ci-dessous liste les cinq galaxies du groupe indiquées dans l'article de A.M. Garcia paru en 1993.
La distance de Hubble d'IC 1081, la galaxie voisine de NGC 5791 sur la sphère céleste, est de 51,57 ± 3,68 Mpc (∼168 millions d'al), soit pratiquement la même distance que celle de NGC 5791. Il est curieux que Garcia n'est pas inclus cette galaxie dans le groupe de NGC 5791. Cette galaxie occupe la dernière ligne du tableau ci-dessous.
| Nom        | Class.      | Type                        | α (J2000.0)   | δ (J2000.0)  | Vitesse radiale (km/s) | m     | Distance (Mpc) | Diamètre (kal) |
| ---------- | ----------- | --------------------------- | ------------- | ------------ | ---------------------- | ----- | -------------- | -------------- |
| NGC 5791   | E6?         | Elliptique                  | 14h 58m 46.2s | -19° 16′ 01″ | 3350 ± 11              | 11,7  | 52,4 ± 3,7     | 163            |
| ESO 580-52 | SB(s)d pec? | Spirale barrée              | 14h 55m 12.8s | -19° 39′ 53″ | 3517 ± 4               | 12,23 | 55,0 ± 3,9     | 134            |
| ESO 581-6  | SB(s)d pec? | Spirale barrée              | 14h 58m 03.1s | -19° 23′ 23″ | 3129 ± 10              | 13,44 | 49,2 ± 3,5     | 107            |
| ESO 581-13 | SB(s)m      | Spirale barrée magellanique | 15h 00m 16.3s | -18° 32′ 41″ | 3106 ± 45              | 13,83 | 48,8 ± 3,5     | 280            |
| ESO 581-17 | IB(s)m      | Irrégulière magellanique    | 15h 01m 54.6s | -18° 36′ 29″ | 3306 ± 10              | 15,78 | 51,8 ± 3,6     | 53             |
| IC 1081    | SAB0/a?(s)  | Lenticulaire barrée         | 14h 58m 55.0s | -17° 14′ 21″ | 3291 ± 45              | 13,7  | 51,6 ± 3,7     | 87             |

Le site DeepskyLog permet de trouver aisément les constellations des galaxies mentionnées dans ce tableau ou si elles ne s'y trouvent pas, l'outil du site constellation permet de le faire à l'aide des coordonnées de la galaxie. Sauf indication contraire, les données proviennent du site NASA/IPAC.